# Ljubow Borissowna Timofejewa
Ljubow Borissowna Timofejewa (russisch Любовь Борисовна Тимофеева; * 7. März 1951) ist eine russische Pianistin und Hochschullehrerin.

## Leben
Timofejewna war Schülerin der Zentralen Musikschule für Kinder am Moskauer Konservatorium in Anna Artobolewskajas Klasse. Als bemerkenswerte Pianistin trat sie bereits als Achtjährige auf. Mit 14 Jahren wurde sie in das Moskauer Konservatorium aufgenommen und studierte bei Jakow Sak und Heinrich Neuhaus. 1968 gewann sie beim Concours musical international de Montréal den dritten Preis und 1969 beim Concours international Marguerite-Long-Jacques-Thibaud in Paris den ersten Preis. Nach dem Abschluss 1973 studierte sie weiter bei Jakow Sak als Oberassistentin (bis 1975).
Timofejewna konzertierte dann in mehr als 40 Ländern, insbesondere in den USA, Frankreich, Argentinien und Deutschland. Sie trat mit führenden Orchestern auf, so mit dem Leipziger Gewandhausorchester, der Sächsischen Staatskapelle Dresden, dem NHK-Sinfonieorchester in Tokio, dem Orchestre Philharmonique de Radio France und der Tschechischen Philharmonie. Sie spielte unter Kurt Sanderling, Herbert Blomstedt, Kirill Kondraschin, Jewgeni Swetlanow und Mariss Jansons. Ihre Lieblingskomponisten sind Robert Schumann, Johann Sebastian Bach, Ludwig van Beethoven und Sergei Prokofjew. Ihre Diskografie enthält mehr als 40 Aufnahmen, darunter alle Klaviersonaten von Wolfgang Amadeus Mozart und von Joseph Haydn sowie alle Etüden von Frédéric Chopin.
Timofejewna arbeitete als Solistin der Russischen Staatlichen Konzertgesellschaft Sodruschestwo und der Moskauer Staatlichen Akademie-Philharmonie. Sie lehrt als Professorin an der Ferris University, einer privaten Hochschule für Frauen in Yokohama. 2012 erschien ihre Autobiografie.

## Ehrungen
- 1. Preis des Concertino Praga (1966)[1]
- 3. Preis des Concours musical international de Montréal (1968)
- 1. Preis des Concours international Marguerite-Long-Jacques-Thibaud (1969)
- Preis des Moskauer Komsomol (1972)[1]
- Volkskünstler Russlands (1995)